# Истраживачко новинарство
Истраживачко новинарство је новинарство које се одликује настојањем новинара да што темељитије и потпуније обраде неку вест, односно уз вест везане личности, догађаје или теме, најчешће везане за криминал, корупцију или разне облике друштвене патологије. Истраживачки новинар је спреман данима, недељама, месецима, некада и годинама да проучава и истражује предмет свог рада пре него што га објави у облику новинског чланка, фељтона, телевизијске репортаже или, у неким случајевима, књиге. Истраживање укључује проучавање докумената, интервјусиање особа, снимање фотографија и аудио-записа и сл. 
Истраживачко новинарство је често сматрано „најузвишенијим“ обликом новинарства, јер од истраживачких новинара захтева много више труда, вештина, али и спремности на ризике од „обичног“ новинарства. Такође се сматра најближим идеалу тзв. Седме силе, односно медија као друштвеног коректива у случајевима када држава и друге јавне институције нису вољне нити у у стању да реагују на одређене друштвене проблеме.
Истраживачки репортер може да користи једну или више од следећих техника, поред осталог, за једну причу:
- Анализа докумената, као што су парнице и други правни документи, порески записи, владини извештаји, регулаторски извештај и финансијски поднесци корпорација
- Базе података јавних записа
- Истраге техничких проблема, укључујући испитивање владиних и пословних пракси и њихових ефеката
- Истраге друштвених и правних проблема
- Извори за истрагу новчаних трансакција, као што је ЛекисНексис
- Бројни интервјуи са снимљеним изворима, као и, у неким случајевима, интервуји са анонимним изворима (на пример, узбуњивачима)
- Федералне или државне Акте о слободи потака да би приступили документима и подацима из владиних агенција

## Стручна дефинисања
Професор журналистике Универзитета у Мисурију, Стив Вајнберг дефинише истраживачко новинарство као: „Извештавање кроз нечију сопствену иницијативу и резултат рада, теме важне за читаоце, гледаоце или слушаоце“. У многим случајевима, људи који су предмет истраживања желе да скривена сазнања остану неоткривена. Тренутно постоје одељења универзитета која уче истраживачком новинарству. Конференције које су извођене представљају виђену рецензију истраживања у истраживачком новинарству.
Британски медијски теоретичар, Хјуго де Берг (2000 г.) истиче: „Истраживачко новинарство је човек или жена чија професија је открити истину и идентификовати пропусте из ње у било ком доступном медију. Акт рађења тога је углавном зван истраживачко новинарство и разликује се од очигледно сличног посла који обавља полиција, адвокати, ревизори, регулишућа тела, у томе да није ограничено на мету, није правно основано и блиско је везано за публицитет“.